# Плотников, Евгений Анатольевич
Евге́ний Анато́льевич Пло́тников (6 сентября 1972, Краснодар) — советский и российский футболист, вратарь; тренер. Мастер спорта.

## Карьера
Воспитанник школы краснодарской «Кубани», в команде которой выступал сначала в первой лиге СССР, а затем в высшей лиге России. В 1992 году провёл 11 товарищеских игр за московский «Спартак».
В 1993—1996 выступал за московский ЦСКА, с которым участвовал в Лиге чемпионов 1992/93.
В феврале 1996 подписал контракт на 4 года с испанским «Альбасете» (1-ю половину 1996 провёл в ЦСКА), которому приглянулся во время товарищеской игры «Альбасете» — ЦСКА.
Дебютировал в последнем туре сезона 1995/96 — в матче против «Атлетико» Мадрид (0:2). После проигранных переходных игр «Альбасете» вылетел в Сегунду. За два сезона во втором дивизионе Плотников 7 раз выходил на поле. Основная причина, как он сам считает, — недоверие со стороны руководства, частая смена тренеров.
В январе 1998 вернулся в Россию, подписав контракт с тульским «Арсеналом».
В 1999 году играл за московское «Динамо».
После завершения игровой карьеры в 2006 году занялся тренерской деятельностью.

## Достижения
- Обладатель Кубка Казахстана: 2005
- Финалист Кубка России (3): 1992/93, 1993/94, 1998/99
- Третий Лучший футболист Пермской области: 2000
- В высшей лиге России сыграл 130 матчей, из них 32 матча на ноль
- В Лиге чемпионов УЕФА сыграл 3 матча, пропустил 3 мяча (сезон 1992/93)